# Mount Hopeless (berg i Australien, New South Wales)
Mount Hopeless är ett berg i Australien. Det ligger i regionen Oberon och delstaten New South Wales, i den sydöstra delen av landet, omkring 110 kilometer väster om delstatshuvudstaden Sydney. Toppen på Mount Hopeless är 1 039 meter över havet.
Runt Mount Hopeless är det glesbefolkat, med 9 invånare per kvadratkilometer.. Det finns inga samhällen i närheten. 
I omgivningarna runt Mount Hopeless växer i huvudsak städsegrön lövskog. Genomsnittlig årsnederbörd är 1 166 millimeter. Den regnigaste månaden är februari, med i genomsnitt 216 mm nederbörd, och den torraste är juli, med 35 mm nederbörd.